# Rivière Assup
Pour les articles homonymes, voir Assup.
La rivière Assup est un affluent de la rive sud de la rivière Mégiscane, coulant dans les cantons de Haig, Pershing et Jurie, dans le territoire de Senneterre (ville), dans la municipalité régionale de comté (MRC) de La Vallée-de-l'Or, dans la région administrative de l’Abitibi-Témiscamingue, au Québec, au Canada.

## Géographie

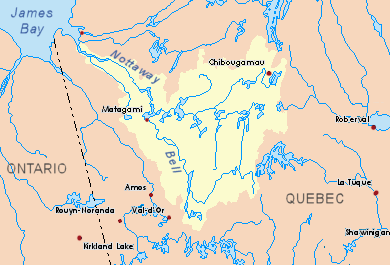
Bassin versant de la rivière Nottaway

La rivière Assup coule sur environ 30 km presqu’entièrement en zone de marais et en territoire forestier, au nord-est de la limite réserve faunique La Vérendrye. 
Les principaux bassins versants voisins de la rivière Assup sont :
- Côté nord : rivière Mégiscane ;
- Côté est : rivière Attic, rivière Marquis ;
- Côté sud : rivière Marquis ;
- Côté ouest : rivière Tavernier, ruisseau Peacock.

### Cours
La rivière Assup prend sa source d'un lac non identifié (altitude : 376 m) alimenté par des marais au nord et à l'ouest. 
Elle coule vers le nord-ouest jusqu'à sa confluence avec la décharge du lac Delph située au nord-ouest de la ligne de partage des eaux avec le sous-bassin versant de la zone de tête de la rivière Marquis laquelle coule vers le sud-ouest pour aller se déverser dans le lac Simon ; ce dernier étant traversé par la rivière Villebon. L’embouchure du lac Delph est situé au sud du chemin de fer du Canadien National, au sud-est du centre-ville de Senneterre.
À partir de  la décharge du lac Delph, la rivière Assup coule vers l'ouest, jusqu’à la confluence d’un ruisseau (venant du sud) puis vers le nord en traversant une zone de marais en recueillant les eaux de deux décharges de lacs venant du sud-est et en traversant le lac Peacock (altitude : 334 m), jusqu’à son embouchure et enfin vers le nord-ouest en traversant une zone de marais, jusqu’à la confluence de la rivière.
La rivière Assup se décharge sur la rive sud de la rivière Mégiscane laquelle coule généralement vers l'ouest en formant de grands zigzags, jusqu’à la rive est du lac Parent. Ce dernier lac est traversé vers le nord par la rivière Louvicourt dont le courant va se déverser sur la rive sud du lac Tiblemont.
Cette confluence de la rivière Assup avec la rivière Mégiscane est située à l'est de la route 113 et du lac Tiblemont, à l'est du centre-ville de Val d’Or et au sud-est du centre-ville de Senneterre.

## Toponymie
Le terme « Assup » est d'origine amérindienne de la nation algonquine, signifiant « filet de pêche ». Cette rivière fait partie de la route des canots du lac Grand lac Victoria ; un portage de 6,4 km la reliant au lac Matchi-Manitou. Le toponyme « Assup » est indiqué dans un document datant de 1925.
Le toponyme « rivière Assup » a été officialisé le 5 décembre 1968 à la Commission de toponymie du Québec.